# 絶望の丘
「絶望の丘」（ぜつぼうのおか）は、Plastic Treeのメジャー3枚目のシングル。1998年7月25日発売。発売元はワーナーミュージック・ジャパン。

## 概要
前作『本当の嘘』から約5ヶ月ぶりのシングル。メジャーシングルとしては初のマキシシングルでのリリース。

## 収録曲
1. 絶望の丘(4:36)
  - 作詞：Ryutaro、作曲：Tadashi、編曲：Plastic Tree・西脇辰弥
  - PVが製作されており、PV集『二次元ヲルゴール』に収録された。
  - TOKYO FM『RADIO MAGAZINE WHAT'S IN?』テーマソング。
2. 「ぬけがら」(3:37)
  - 作詞・作曲：Ryutaro、編曲：Plastic Tree・西脇辰弥
3. 絶望の丘 -Instrumental-(4:37)

## 収録アルバム
- オリジナル『Puppet Show』（#1、#2）
- ベスト『Cut 〜Early Songs Best Selection〜』（#2）
- ベスト『Single Collection』（#1）
- ベスト『Premium Best』（#1）
- ベスト『Best Album 白盤』（#2）
- ベスト『Premium Best 〜2010 Expanded Edition〜』（#1）